# Homs (jezero)
Homs (arabsky بحيرة حمص‎) je průtočné umělé jezero v guvernorátu Homs v západní Sýrii. Má rozlohu 60 km². Je 11,6 km dlouhé a maximálně 3,6 km široké. Hladina se nachází v nadmořské výšce 498 m.

## Historie
Vzniklo v roce 284 v době Starověkého Říma, když byla přehrazena řeka Ásí postavením hráze z materiálu zvaného opus caementum. Pro účely zavlažování tak bylo císařem Diokleciánem naplněno jezero o objemu 90 milionů m³. Je považované za největší nádrž v době svého dokončení a vůbec největší nádrž vybudovanou Římany na Středním východě.

## Hráz
Gravitační hráz je dlouhá 2 km a vysoká 7 m. Skládá z římského betonového jádra obloženého čedičem. Zakřivení přehradní zdi je mírně zkosené a využívá tak průběh přirozené čedičové vyvýšeniny v terénu. Existuje zde jistá vizuální podobnost s obloukovou hrází, ale ve skutečnosti funguje na váhovém principu.

## Pobřeží
Jezero je obklobeno bažinatým územím, které je hustě zarostlé rákosem. Na východním břehu se nachází město Kutejna a ve vzdálenosti 15 km hlavní město guvernorátu Homs.

## Vodní režim
Jezerem protéká řeka Ásí. Od navýšení hráze v roce 1938 se objem zvýšil na 200 milionů m³. Zanesení jezera je i přes velmi dlouhou dobu provozu velmi malé.